# Gottfried Siegesmund von Steinwehr
Gottfried Siegesmund von Steinwehr (* 22. Juni 1731 in Cremling; † 7. Oktober 1797 in Graudenz) war ein preußischer Oberst und Chef der preußisch-pommersche Festungsartillerie. 

## Leben

### Herkunft und Familie
Gottfried Siegesmund war Angehöriger des pommerschen Adelsgeschlechts von Steinwehr. Er war mit Veronica Henriette von Braun vermählt und hatte mit ihr wenigstens drei Töchter.
- Veronika Eleonore Ulrike von Steinwehr (* 25. September 1771; † 30. Mai 1835) ⚭ 1796 Georg Friedrich von Kleist (* 2. September 1769; † 28. Januar 1813), preußischer Major[2]
- Henriette von Steinwehr (* 9. Oktober 1772; † 30. Juli 1834)[3] ⚭ 1794 Graf Georg Albrecht von Rittberg (1758–1812), preußischer Hauptmann und Landschaftsrat[4]
- Charlotte Amalie Margarete von Steinwehr (* 17. Oktober 1776) ⚭ Friedrich Gustav Adolph von Massow (* 27. Oktober 1776; † 9. April 1808)[5]

### Werdegang
Steinwehr trat im Jahr 1753 in die preußische Artillerie ein. Von 29 Unteroffizieren, die Karl Wilhelm von Dieskau im Dezember 1756 dem König zur Offizierslaufbahn in der Artillerie vorschlug, machte nur Steinwehr Karriere und avancierte 1757 zum Sekondeleutnant. Er stieg 1761 weiter auf zum Stabskapitän und wurde 1763 Premierkapitän. Bis zu dieser Beförderung war Steinwehr Kompaniechef der 1. Kompanie in Pillau und ist dann zur Garnison-Kompanie (Nr. 13) versetzt worden. Seine Beförderung zum Major erfolgte 1782, die zum Oberstleutnant 1790. Steinwehr war ab 1793 Chef der preußisch-pommerschen Festungsartillerie und avancierte 1795 zum Oberst.